# 1975-ös magyar tekebajnokság
Az 1975-ös magyar tekebajnokság a harminchetedik magyar bajnokság volt. Az egyéni bajnokságot június 21. és 22. között rendezték meg Budapesten, a BKV Előre pályáján, a párosok bajnokságát november 15. és 16. között Budapesten, a férfiakét a Gázművek, a nőkét a Vasas Ikarus pályáján.

## Eredmények
| Versenyszám  | Arany                                              | Arany | Ezüst                                    | Ezüst | Bronz                                                 | Bronz |
| ------------ | -------------------------------------------------- | ----- | ---------------------------------------- | ----- | ----------------------------------------------------- | ----- |
| Férfi egyéni | Mészáros József MOM SK                             | 1806  | Rákos József BKV Előre                   | 1756  | Scher József BKV Előre                                | 1754  |
| Férfi páros  | Csányi Béla, Sütő László Ferencvárosi TC           | 3446  | Mede Lajos, Scher József BKV Előre       | 3430  | Juhász László, Mészáros József MOM SK                 | 3372  |
| Női egyéni   | Kristyán Zsuzsa Győri Lenszövő                     | 846   | Veres Antalné Szegedi AK                 | 817   | Megyesi Lászlóné Tatabányai Bányász                   | 802   |
| Női páros    | Holczer Lászlóné, Fekete Antalné Kőbányai Porcelán | 1809  | Süli Józsefné, Tompa Györgyné Szegedi AK | 1723  | Povedák Istvánné, Megyesi Lászlóné Tatabányai Bányász | 1706  |